# Subkontrabasssaxophon

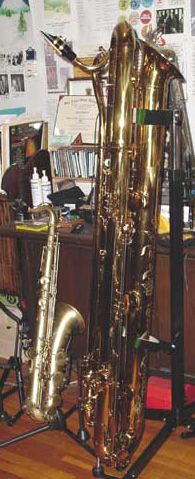
Subkontrabasssaxophon

Das Subkontrabasssaxophon ist ein Holzblasinstrument. Es handelt sich um das tiefste Instrument der Saxophon-Familie, gestimmt ist es in B. Als größtes Saxophon wird es nur in kleinen Stückzahlen produziert. Die Schallröhre hat eine Länge von ca. 4,33 Metern, was ca. so lang ist wie die Schallröhre einer Tuba.
Tonumfang: As2 – e0. Mit den sogenannten „Overtones“ (siehe Obertöne) kann jedoch auch in deutlich höheren Lagen gespielt werden.

## Bauweise
Das Subkontrabasssaxophon wird im Gegensatz zum Kontrabasssaxophon nicht in der klassischen Bauform hergestellt, sondern nur in der von seinem Erfinder Benedikt Eppelsheim so genannten Tubax-Bauform. Bei dieser Bauform ist die Röhre vierfach gewunden, wodurch eine verhältnismäßig kompakte Form des Instruments und kürzere Hebelwege für die Klappenbetätigung erreicht werden. Die Tubax-Bauform zeichnet sich durch einen vergleichsweise geringen Luftverbrauch aus, was durch eine relativ enge Mensur erreicht wird. Mundstück und Rohrblatt werden wahlweise vom Baritonsaxophon oder vom Basssaxophon übernommen.